# Søren Kragh Andersen
Søren Kragh Andersen (* 10. srpna 1994) je dánský profesionální silniční cyklista jezdící za UCI WorldTeam Alpecin–Deceuninck. Jeho starší bratr, Asbjørn Kragh Andersen, byl také profesionálním cyklistou.

## Kariéra

### Team Giant–Alpecin (2016–2022)
V září 2015 bylo oznámeno, že Kragh Andersen podepsal dvouletý kontrakt s UCI WorldTeamem Team Giant–Alpecin od sezóny 2016. V srpnu 2017 byl jmenován na startovní listině Vuelty a España 2017. V červenci 2018 byl jmenován na startovní listině Tour de France 2018. V průběhu tohoto závodu byl Kragh Andersen 7 dní lídrem soutěže mladých jezdců. Své vedení ztratil po desáté etapě. V srpnu 2020 se Kragh Andersen zúčastnil Tour de France 2020. Podařilo se mu vyhrát 2 etapy, a to čtrnáctou a devatenáctou, obě díky pozdnímu sólo útoku; 3,2 km a 16 km před cílem respektive.

### Alpecin–Deceuninck (2023–)
V srpnu 2022 bylo oznámeno, že Kragh Andersen podepsal dvouletý kontrakt s UCI ProTeamem Alpecin–Deceuninck od sezóny 2023.

## Hlavní výsledky
2011
Trofeo Karlsberg
vítěz 4. etapy
Národní šampionát
2. místo silniční závod juniorů
2012
Mistrovství světa
10. místo silniční závod juniorů
2014
Národní šampionát
 vítěz časovky do 23 let
3. místo Himmerland Rundt
3. místo La Côte Picarde
Kolem jezera Tchaj-chu
8. místo celkově
 vítěz soutěže mladých jezdců
2015
ZLM Roompot Tour
 celkový vítěz
vítěz etap 1 a 2 (TTT)
vítěz Hadeland GP
Tour de l'Avenir
vítěz prologu a 3. etapy
Národní šampionát
2. místo časovka do 23 let
3. místo silniční závod do 23 let
5. místo časovka
Tour des Fjords
2. místo celkově
vítěz 4. etapy
2. místo Ringerike GP
Tour de Berlin
4. místo celkově
6. místo Volta Limburg Classic
9. místo Skive–Løbet
Paříž–Arras Tour
10. místo celkově
 vítěz vrchařské soutěže
2016
Ster ZLM Toer
4. místo celkově
Kolem Kataru
6. místo celkově
 vítěz soutěže mladých jezdců
2017
Mistrovství světa
 vítěz týmové časovky
Kolem Ománu
vítěz 3. etapy
2. místo Paříž–Tours
Národní šampionát
4. místo časovka
Ster ZLM Toer
5. místo celkově
2018
vítěz Paříž–Tours
Tour de Suisse
vítěz 6. etapy
Mistrovství světa
 2. místo týmová časovka
BinckBank Tour
7. místo celkově
Tour des Fjords
8. místo celkově
Tour de France
lídr  po etapách 3 – 9
2019
Volta ao Algarve
2. místo celkově
2020
Tour de France
vítěz etap 14 a 19
BinckBank Tour
2. místo celkově
vítěz 4. etapy (ITT)
3. místo Omloop Het Nieuwsblad
Paříž–Nice
10. místo celkově
vítěz 4. etapy (ITT)
2021
Danmark Rundt
6. místo celkově
9. místo Milán – San Remo
2022
Danmark Rundt
4. místo celkově
5. místo Gent–Wevelgem
7. místo Milán – San Remo
2023
vítěz Eschborn–Frankfurt
3. místo Binche–Chimay–Binche
5. místo Milán – San Remo
5. místo Paříž–Bourges
Tour de Luxembourg
6. místo celkově
 vítěz bodovací soutěže
6. místo Le Samyn
9. místo E3 Saxo Classic
Renewi Tour
10. místo celkově

### Výsledky na Grand Tours
| Grand Tour      | 2017 | 2018 | 2019 | 2020 | 2021 | 2022 | 2023 | 2024 |
| --------------- | ---- | ---- | ---- | ---- | ---- | ---- | ---- | ---- |
| Giro d'Italia   | —    | —    | —    | —    | —    | —    | —    | —    |
| Tour de France  | —    | 52   | DNF  | 58   | DNF  | —    | 122  | DNF  |
| Vuelta a España | 106  | —    | —    | —    | —    | —    | —    |      |

### Výsledky na klasikách
| Monument               | 2016                             | 2017                             | 2018                             | 2019                             | 2020                             | 2021                             | 2022                             | 2023                             |
| ---------------------- | -------------------------------- | -------------------------------- | -------------------------------- | -------------------------------- | -------------------------------- | -------------------------------- | -------------------------------- | -------------------------------- |
| Milán – San Remo       | —                                | 121                              | —                                | 52                               | 57                               | 9                                | 7                                | 5                                |
| Kolem Flander          | DNF                              | 74                               | 53                               | DNF                              | DNF                              | 58                               | DNS                              | DNF                              |
| Paříž–Roubaix          | DNF                              | DNF                              | DNF                              | —                                | NS                               | 24                               | —                                | —                                |
| Lutych–Bastogne–Lutych | —                                | DNF                              | —                                | —                                | —                                | —                                | 25                               | DNF                              |
| Giro di Lombardia      | Nezúčastnil se během své kariéry | Nezúčastnil se během své kariéry | Nezúčastnil se během své kariéry | Nezúčastnil se během své kariéry | Nezúčastnil se během své kariéry | Nezúčastnil se během své kariéry | Nezúčastnil se během své kariéry | Nezúčastnil se během své kariéry |
| Klasika                | 2016                             | 2017                             | 2018                             | 2019                             | 2020                             | 2021                             | 2022                             | 2023                             |
| Omloop Het Nieuwsblad  | —                                | 26                               | 47                               | —                                | 3                                | 23                               | 103                              | 99                               |
| Kuurne–Brusel–Kuurne   | DNF                              | —                                | —                                | —                                | 58                               | 28                               | —                                | —                                |
| Strade Bianche         | —                                | —                                | 23                               | —                                | DNF                              | —                                | —                                | —                                |
| E3 Saxo Bank Classic   | 92                               | 75                               | 25                               | DNF                              | NS                               | 42                               | DNF                              | 9                                |
| Gent–Wevelgem          | DNF                              | 16                               | —                                | 11                               | —                                | 35                               | 5                                | 68                               |
| Eschborn–Frankfurt     | —                                | —                                | —                                | —                                | NS                               | DNF                              | —                                | 1                                |
| Paříž–Tours            | —                                | 2                                | 1                                | DNF                              | 101                              | 91                               | —                                | —                                |

| —   | Nezúčastnil se |
| DNF | Nedokončil     |
| DNS | Neodstartoval  |
| NS  | Nejelo se      |